# Поплави (Підляське воєводство)
Поплави (пол. Popławy) — село в Польщі, у гміні Бранськ Більського повіту Підляського воєводства. Населення — 442 особи (2011).

## Історія
У 1975—1998 роках село належало до Білостоцького воєводства.

## Демографія
Демографічна структура станом на 31 березня 2011 року:
|          | Загалом | Допрацездатний вік | Працездатний вік | Постпрацездатний вік |
| -------- | ------- | ------------------ | ---------------- | -------------------- |
| Чоловіки | 223     | 49                 | 137              | 37                   |
| Жінки    | 219     | 50                 | 106              | 63                   |
| Разом    | 442     | 99                 | 243              | 100                  |

У 1898 році в селі налічувалося 4 православних.